# Јохан Брисман
За друга значења, погледајте Брезан.
Јохан Брисман (глсрп. Jan Brězan, лат. Johannes Briesmann, Brießmann, Briesmannus; Котбус, 31. децембар 1488 — Кенигсберг, 1. октобар 1549) био је немачки теолог, реформатор у Бранденбургу и Пруској (лужичкосрпског порекла); организатор лутеранских цркава у Прусији и Ливонији.

## Биографија
Јохан Брисман, Лужички Србин, био је син имућног грађанина. Деда Брисмана, који је умро 1496. године, био је градоначелник Котбуса.
Након школовања уписао се на Универзитет у Витенбергу, где је студирао теологију од 1507. до 1510. године. Године 1510. постао је монах у фрањевачком самостану у Котбусу, заређен за свештеника. У Витенбергу је вероватно присуствовао Лутеровим предавањима. Године 1518. постао је лектор на Универзитету у Франкфурту на Одри. Године 1520. у Витенбергу добио је докторску титулу. Година 1520—1522. поново у Витенбергу, тамо 1521. године — лицентиат. По налогу градског већа 1522. године протеран је из Витенберга. По повратку у Котбус био је проповедник при манастирској (лужичкосрпској) цркви. Проповедајући нову веру у Котбусу, дошао је у сукоб са властима. Године 1522. на захтев Лутера се вратио у Витенберг.
Од 1523. до 1527. године био је парохијски свештеник у Кенигсбергу. Године 1525. оженио се Елизабетом Сакхајм из Кенигсберга. Године 1527. веће Риге је именовало Бризмана за суперинтенданта Ливоније. Одржавао је преписку с Лутером и Меланхтоном. Од 1527. до 1531. године био је парохијски свештеник у Риги, од 1531. до 1546. године — у Кенигсбергу (први евангелистички парохијски свештеник у Пруске). Од 1546. до 1549. године учествовао у управљању бискупијом. Учествовао је у стварању Универзитета у Кенигсбергу. Од 1544. године био је заменик и од 1546. године — конзерватор (канцелар) универзитета. Исте године постао је „председник Самландске бискупије”. Имао је велики утицај на организацију реформације у Ливонији.
Објавио је теолошке списе и проповеди на латинском и немачком језику. 1. октобра 1549. године Брисман је умро од куге.

## Дела
- (1523)
- (1524)
- (1525)
- (1527)